# Nietoperek (Natura 2000)
Nietoperek (kod PLH080003) – specjalny obszar ochrony siedlisk sieci Natura 2000, znajdujący się na terenie województwa lubuskiego w Międzyrzeckim Rejonie Umocnionym. Obszar obejmuje powierzchnię 7377,37 ha
Teren wyznaczony został w celu długotrwałego zabezpieczenia populacji zagrożonych wymarciem gatunków zwierząt (z wyłączeniem ptaków) takich jak: mopek Barbastella barbastellus, nocek Bechsteina Myotis bechsteinii, nocek duży Myotis myotis, nocek łydkowłosy Myotis dasycneme